# 張昭雄 (球評)
張昭雄（1938年3月21日—2020年2月18日），台灣體育記者、評論家，於中華職棒創始初期擔任球評，曾任東森新聞報記者。

## 生平
張昭雄。他的父親張生於1949年1月的太平輪沉沒事件中罹難。
熟稔日語，能閱讀日文報紙，對日本職棒紀錄如數家珍，擅長作球員紀錄。曾多次發表日本職棒專欄作品，如：《二十世紀日本職棒大事》。
2020年2月18日上午，張昭雄病逝，享壽82歲。
- 聯合報記者
- TVIS球評
- 緯來體育台球評
- 台北市體育會棒球委員會公共關係組組長
- 台北市體育會棒球委員會總幹事
- 民眾日報副總編輯
- 東森新聞報記者

## 外部連結
- (球評) 張昭雄在台灣棒球維基館上的頁面（繁體中文）